# Rarities (Roxette)
Rarities è un album raccolta del duo pop svedese Roxette, pubblicato nel 1995.

## Descrizione
L'album è stato pubblicato solo per l'America Latina ed il Giappone durante il Crash! Boom! Bang! Tour '94-'95, ed include 12 brani scelti da Per Gessle.
Vulnerable apre la raccolta, una ballata cantata da Per Gessle, quinto e ultimo singolo estratto dall'album Crash! Boom! Bang!. La versione Single Version è stata riproposta anche in Don't Bore Us-Get To The Chorus!, prima raccolta del gruppo, pubblicata verso la fine del 1995; in The Ballad Hits, un'ulteriore raccolta pubblicata nel 2002, e nell'antologia celebrativa The RoxBox/Roxette 86-06.
Fingertips '93 è un arrangiamento in versione più rock del brano Fingertips, tratto dall'album Tourism, che invece viene presentato in versione acustica e scelto poi come terzo singolo. Fingertips '93 non è stato più riproposto in nessun altro album o raccolta del gruppo fino al 2009, con la ristampa di Tourism.
Dressed for Success [Look Sharp! U.S. mix] è tratto dal singolo Dressed for Success, che in Svezia anticipò l'uscita dell'album Look Sharp!.
Le versioni di Joyride, The Look e Dangerous sono state registrate al Cirkus di Stoccolma, nel 1993, tratte dal programma musicale MTV Unplugged, e pubblicate come b-sides, a loro volta, nei singoli Crash! Boom! Bang! (Joyride); Sleeping in My Car (The Look) e Fireworks (Dangerous).
The Sweet Hello, The Sad Goodbye è una ballata, pubblicata come singolo promozionale per le radio durante la promozione dell'album Joyride, ed inserita poi, come b-side, nel singolo Spending My Time. The Sweet Hello, The Sad Goodbye è cantata da Marie Fredriksson con alcune parti, nel ritornello, anche da Per Gessle. Un'altra ballata è The Voice, cantata da Marie Fredriksson, e pubblicata originariamente nel 1988 come b-side del singolo Dressed for Success; è stata utilizzata anche nei titoli di coda del video "Look Sharp Live".
The Sweet Hello, the Sad Goodbye e The Voice sono state pubblicate nel 2006, nell'antologia The RoxBox/Roxette 86-06, oltre ad essere riproposte, nel corso degli anni, anche in svariati singoli. The Voice è stata inserita anche in entrambe le riedizioni dell'album Look Sharp!, mentre The Sweet Hello, The Sad Goodbye è stata inclusa come bonus track nella riedizione 2009 dell'album Joyride.
Il demo di Almost Unreal è cantato da Per Gessle ed è stato pubblicato originariamente nel 1994 come bonus track nella versione CD del singolo Run to You. Fireworks [Jesus Jones remix] è stato pubblicato nel singolo Fireworks, e caratterizzato da una versione ritmica più marcata, tendente quasi al rap, rispetto alla versione pop-rock dell'album Crash! Boom! Bang!, con maggiore enfasi, anche alle parti cantate, di entrambi Fredriksson e Gessle.
Un altro remix è la versione Electric Dance Remix di Spending My Time cantata da Marie Fredriksson, pubblicato nel singolo Spending My Time, quarto estratto dall'album Joyride.
One Is Such a Lonely Number, ultima traccia dell'album, è un demo cantato da Per Gessle insieme a Marie Fredriksson che risale al periodo Pearls of Passion e alle sessioni di registrazione del secondo album Look Sharp! (Settembre 1987); è stato pubblicato ufficialmente, nel 1991, come b-side, nel singolo The Big L., terzo estratto dall'album Joyride, e riproposto in entrambe le riedizioni dell'album Look Sharp!.

## Tracce
1. Vulnerable (Single version)  - 4:30
2. Fingertips '93 - 3:42
3. Dressed for Success (Look Sharp! U.S. mix) (Chris Lord Alge Mix) - 4:53
4. Joyride (MTV Unplugged version) - 5:35
5. The Look (MTV Unplugged version) - 5:11
6. Dangerous (MTV Unplugged version) - 3:13
7. The Sweet Hello, the Sad Goodbye - 4:49
8. The Voice - 4:27
9. Almost Unreal (Demo / February '93) - 3:25
10. Fireworks (Jesus Jones Remix) - 4:11
11. Spending My Time (Electric Dance Remix) - 5:27
12. One Is Such a Lonely Number (Demo / September '87) - 3:33